# Salesiánská rodina
Salesiánská rodina je hnutí v katolické církvi, sdružuje společenství laiků i řeholníků, která žijí salesiánskou spiritualitu a vychovávají mladé lidi v duchu salesiánské výchovy. Některá z nich (jako např. FMA nebo ASC) založil sám Don Bosco. Salesiánská rodina má dnes ve světě kolem 400 000 členů.

## Hlavní členové salesiánské rodiny
- Salesiáni Dona Bosca (SDB)
- Dcery Panny Marie Pomocnice křesťanů – salesiánky (FMA)
- Salesiáni spolupracovníci (ASC, Association of Salesian Cooperators)
- Sdružení bývalých žáků Dona Boska
- Volontarie Dona Boska (VDB)
- Volontéři s Donem Boskem – CDB
- Nazaréni
- Salesiánské hnutí mládeže (SHM)
- Salesiánské kluby mládeže (SKM)

## Členové salesiánské rodiny zastoupení jen v ČR
- Staré páky
- Mladé mamky